# Janik Haberer
Janik Haberer (Wangen, 2 de abril de 1994) é um futebolista alemão, que atua como Meio-campo. Atualmente joga no Union Berlin.

## Carreira
Haberer começou a carreira no Unterhaching.

## Títulos
Alemanha
- Campeonato Europeu Sub-21: 2017